# Demangan (Siman)
Demangan is een bestuurslaag in het regentschap Ponorogo van de provincie Oost-Java, Indonesië. Demangan telt 3095 inwoners (volkstelling 2010).